# تحقيق (علم)

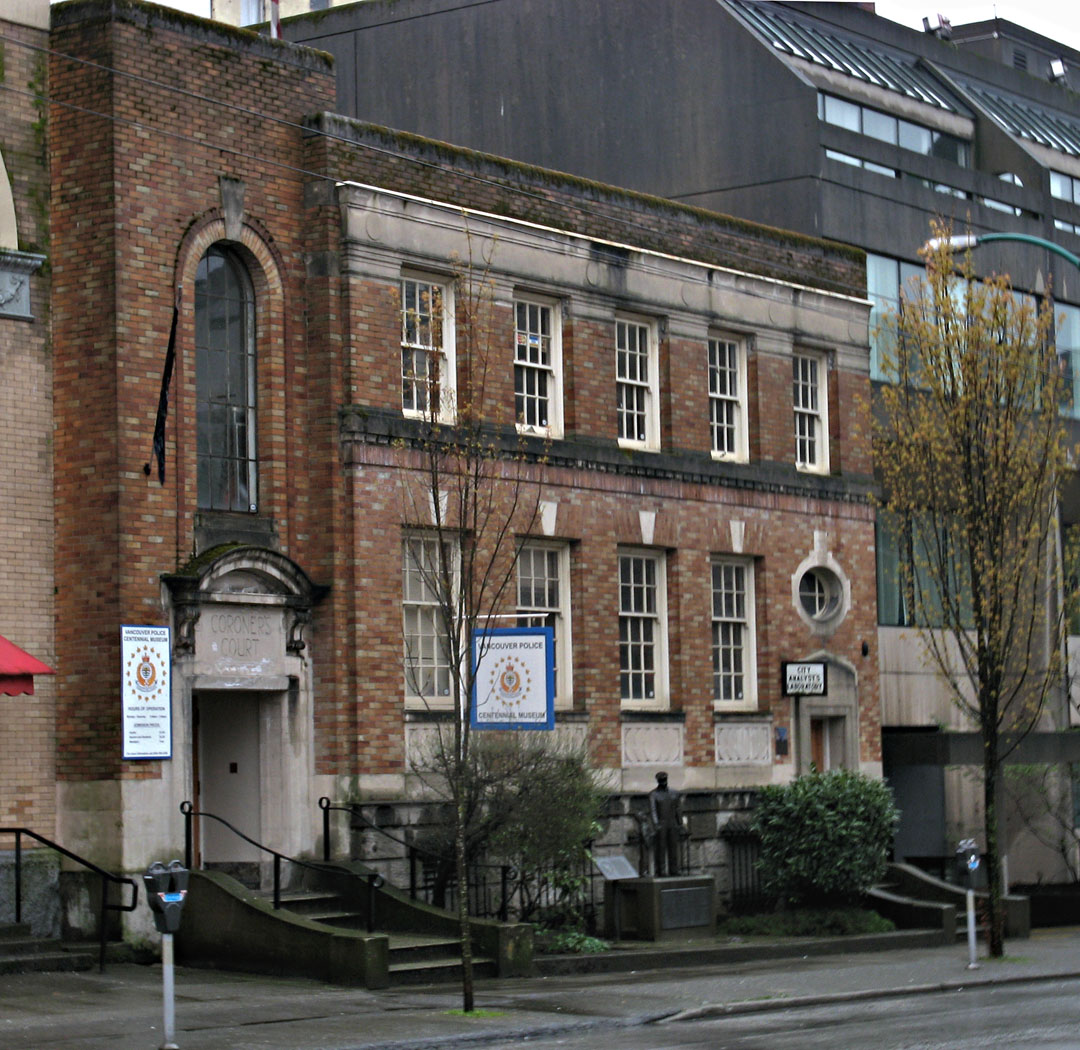

التحقيق (بالإنجليزية: Inquest)‏، هو تحري قضائي في الولايات القضائية للقانون العام، ولا سيما التحقيق الذي يُعقد لتحديد سبب وفاة الشخص. من خلال قاضٍ أو هيئة محلفين أو مسؤول حكومي، قد يتطلب في بعض الأحيان التحقيق تشريح الجثة الذي قام به محقق الوفيات أو الطبيب الشرعي. بشكل عام، تتم التحقيقات فقط عندما تكون الوفيات مفاجئة أو غير مبررة. يمكن استدعاء التحقيق بناء على طلب من محقق الوفيات، أو القاضي، أو المدعي العام، أو في بعض الولايات القضائية، بناء على طلب رسمي من الجمهور. ويجوز عقد هيئة محلفين الوفيات للمساعدة في هذا النوع من الإجراءات.